# Ayanot
Ayanot (em hebraico:  עֲייָנוֹת, lit. fontes) é um Kfar No'ar (em hebraico:  כפר נוער, "Vila de jovens"), no centro de Israel. Localizado perto de Ness Ziona, está sob a jurisdição do Conselho Regional Gan Raveh. Em 2006 tinha uma população de 396 habitantes.
A fundação da vila começou com a compra de 140 hectares (0,57 km²) de terreno por Ada Maimon para uma fazenda de mulheres em 1926. A vila foi criada em 30 de março de 1930. Ninguém morava no local até Maimon, dez meninas e um guarda se mudarem para lá em 12 de janeiro de 1932; até então tinham vivido nas proximidades de Ness Ziona. A vila foi nomeada devido às numerosas nascentes da região, embora outras fontes afirmem que é retirado de Deuteronômio 8:7:

Porque o SENHOR teu Deus te põe numa boa terra, terra de ribeiros de águas, de fontes, e de mananciais, que saem dos vales e das montanhas.
Durante a Segunda Guerra Mundial, a aldeia tornou-se uma escola agrícola e abrigou jovens sobreviventes do Holocausto. Hoje é o lar de um  internato para 180 alunos. Em 2008, a escola agrícola abriu uma fazenda de póneis e um dos seus cavalos foi vice-campeão no Campeonato mundial de pôneis 2008. Em 2010, a vila celebrou seu 80º aniversário.

## História
A data da fundação de Ayanot foi estabelecida por sua fundadora, Ada Maimon. Tendo como critério o dia em que foi plantada a primeira árvore do pomar, 30/03/1930. Em 12/01/1932 Ada Maimon, dez moças e um guarda se estabeleceram no local. Durante os distúrbios de 1936-1939 Ayanot foi atacada duas vezes. As jovens que estavam em Ayanot declararam categoricamente: “Defenderemos Ayanot até nossa última gota de sangue.” Além dos distúrbios, parte dos judeus foi atingida pela malária. O local se transformou em Colégio Agrícola durante a Segunda Guerra Mundial. Então, começaram a absorver grupos de jovens do Líbano, Síria, Turquia, Grécia, Bulgária, refugiados do Holocausto, sobreviventes dos campos de extermínio e outros.

### Guerra da Independência
Durante a guerra árabe-israelense de 1948, Ayanot serviu de ponto de guarda e organização. Foram escavadas trincheiras contra tanques e ergueram-se posições armadas. Membros da Haganá guardavam o local e saíam para atacar aldeias árabes próximas.

### Dias atuais
Depois da independência de Israel, Ayanot tem sido um centro de absorção de judeus imigrantes e aprendizado agrícola, bem como absorção de judeus das regiões em desenvolvimento, cidades, Moshav e Kibutz. Hoje Ayanot é uma Aldeia Agrícola Tecnológica. Além do currículo normal, dedica-se às seguintes áreas de estudo: Ecologia, Bio-zoologia, Ciências, Pecuária Bovina..

## Classe brasileira

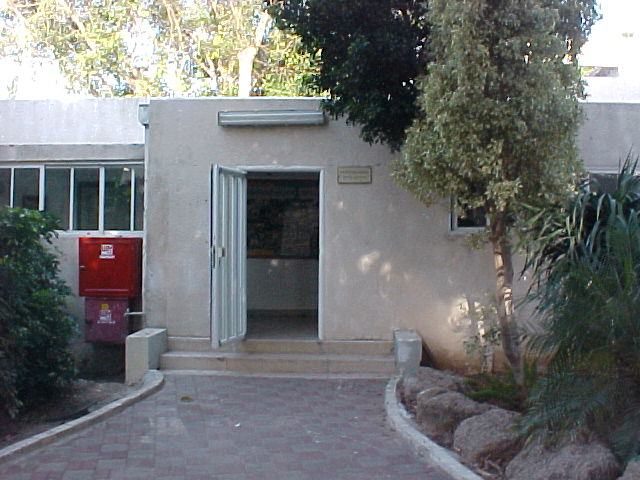
Prédio de classes dos brasileiros.

O Projeto Brasileiro, conhecido também com o nome de “A Classe Brasileira em Ayanot”, era uma escola dentro de uma escola, isto é, fazia parte do Colégio israelense, mas mantinha um programa autônomo, à parte, utilizando a infraestrutura de Ayanot e oferecendo distintos programas para alunos brasileiros que cursavam o ensino médio.

### Acomodações
Os alunos brasileiros residiam em prédio próprio, compartilhando seu quarto com mais 2 ou 3 colegas brasileiros. No prédio havia uma sala especial, o moadon, com cafeteira, televisão à cabo, micro-ondas, sanduicheira e geladeira, à disposição dos brasileiros. A sala era destinada a atividades sociais, palestras, recreação e lazer. Os alunos eram responsáveis pela ordem e higiene do prédio, inclusive dos quartos.

### Período escolar
O ano escolar era como no Brasil, o primeiro semestre de fevereiro até julho, e o segundo semestre de agosto a dezembro.

### Diploma
O histórico escolar era reconhecido pelo Consulado do Brasil em Israel e o aluno podia voltar a sua escola de origem sem perda do ano letivo.

## Fim da classe brasileira
2010 foi o último ano da classe brasileira em Ayanot.